# Manchester United Football Club 2001-2002
Questa voce raccoglie le informazioni riguardanti il Manchester United Football Club nelle competizioni ufficiali della stagione 2001-2002.

## Rosa
| N. |                             | Ruolo | Calciatore           |
| -- | --------------------------- | ----- | -------------------- |
| 1  | Francia (bandiera)          | P     | Fabien Barthez       |
| 17 | Paesi Bassi (bandiera)      | P     | Raimond van der Gouw |
| 13 | Irlanda del Nord (bandiera) | P     | Roy Carroll          |
| 6  | Francia (bandiera)          | D     | Laurent Blanc        |
| 5  | Norvegia (bandiera)         | D     | Ronny Johnsen        |
| 2  | Inghilterra (bandiera)      | D     | Gary Neville         |
| 30 | Irlanda (bandiera)          | D     | John O'Shea          |
| 3  | Irlanda (bandiera)          | D     | Denis Irwin          |
| 12 | Inghilterra (bandiera)      | D     | Phil Neville         |
| 27 | Francia (bandiera)          | D     | Mikaël Silvestre     |
| 6  | Paesi Bassi (bandiera)      | D     | Jaap Stam            |
| 14 | Inghilterra (bandiera)      | D     | David May            |
| 24 | Inghilterra (bandiera)      | D     | Wes Brown            |
| 22 | Inghilterra (bandiera)      | D     | Ronnie Wallwork      |

| N. |                              | Ruolo | Calciatore           |
| -- | ---------------------------- | ----- | -------------------- |
| 16 | Irlanda (bandiera)           | C     | Roy Keane (capitano) |
| 7  | Inghilterra (bandiera)       | C     | David Beckham        |
| 8  | Inghilterra (bandiera)       | C     | Nicky Butt           |
| 15 | Inghilterra (bandiera)       | C     | Luke Chadwick        |
| 25 | Sudafrica (bandiera)         | C     | Quinton Fortune      |
| 11 | Galles (bandiera)            | C     | Ryan Giggs           |
| 18 | Inghilterra (bandiera)       | C     | Paul Scholes         |
| 4  | Argentina (bandiera)         | C     | Juan Sebastián Verón |
| 28 | Scozia (bandiera)            | C     | Michael Stewart      |
| 10 | Paesi Bassi (bandiera)       | A     | Ruud van Nistelrooy  |
| 20 | Norvegia (bandiera)          | A     | Ole Gunnar Solskjær  |
| 21 | Uruguay (bandiera)           | A     | Diego Forlán         |
| 9  | Inghilterra (bandiera)       | A     | Andy Cole            |
| 19 | Trinidad e Tobago (bandiera) | A     | Dwight Yorke         |